# Armata codobaturilor (film din 1964)
Armata codobaturilor (titlul original: în rusă Армия „Трясогузки“, transliterat: Armia „Triasoguzki”) este un film regizat de Alexander Leimanis, bazat pe romanul Armata codobaturilor al lui Aleksandr Vlasov și Arkadi Mlodik.
Protagoniștii filmului sunt copii actori Viktor Holmogorov, Iuri Korjov, Aivars Galvinș și Gunar Țilinski.

## Rezumat
În orașul capturat de Kolchak se pregătește o răscoală, dar în mod neașteptat pentru albi, un eșalon zboară în aer, iar pentru această diversiune semnează o anume „Armată a codobaturilor”. Serviciul de contrainformații a lui Kolchak încearcă fără succes, să găsească urme ale subteranului. Bolșevicii au devenit și ei interesați de aliații misterioși. Se dovedește că formidabila armată este formată din trei băieți fără adăpost: un băiat rus poreclit „codobatură”, un leton Mika și un țigan.

## Distribuție
- Viktor Holmogorov – „Codobatură”
- Iuri Korjov – Țiganul
- Aivars Galvinș – Mika
- Gunar Țilinski – Platais
- Ivan Kuznețov – Kondrat
- Viktor Pliut – Nikolai
- Aleksei Alekseev – colonelul
- Gurghen Tonunț – Jesaul
- Pavel Șpringfeld – vizitatorul
- Uldis Dumpis – adjutantul
- Ivan Lapikov – rănitul
- Stepan Krîlov – soldat mobilizat din ordinul lui Kolchak, muncitor-drumar
- Oleg Mokșanțev – alb-gardistul

## Lansare
A fost lansat în anul 1965 și a avut parte de succes comercial, fiind vizionat de 18,7 milioane de spectatori în cinematografele din Uniunea Sovietică.